# Гонтів Яр
Го́нтів Яр — село в Україні, у Валківській міській громаді Богодухівського району Харківської області. Населення становить 523 осіб. До 2020 орган місцевого самоврядування — Гонтово-Ярська сільська рада.

## Географія
Село знаходиться на схилах балки Пересвітня по якій протікає пересихаючий струмок. Примикає до м. Валки, до сіл Водопій і Корсунівка. Населений пункт перетинає автомобільна дорога М03 (E40). Частина села раніше називалася Бобірка і Тарапатівка[джерело?].

## Історія
12 червня 2020 року, розпорядженням Кабінету Міністрів України № 725-р «Про визначення адміністративних центрів та затвердження територій територіальних громад Харківської області», увійшло до складу Валківської міської громади.
19 липня 2020 року, в результаті адміністративно-територіальної реформи та ліквідації Валківського району, село увійшло до складу Богодухівського району.

## Населення

### Мова
Розподіл населення за рідною мовою за даними перепису 2001 року:
| Мова            | Кількість | Відсоток |
| --------------- | --------- | -------- |
| українська      | 491       | 93.88%   |
| російська       | 30        | 5.74%    |
| румунська       | 1         | 0.19%    |
| інші/не вказали | 1         | 0.19%    |
| Усього          | 523       | 100%     |

## Відомі люди

### Народилися
- Ілюха Юлія Анатоліївна — українська письменниця, журналіст, волонтер АТО.
- Кажан Іван Дмитрович (1906—?) — сталевар мартенівського цеху Сталінського металургійного заводу імені Сталіна Сталінської області. Депутат Верховної Ради УРСР 2-го скликання.